# Dwunastu nefickich uczniów

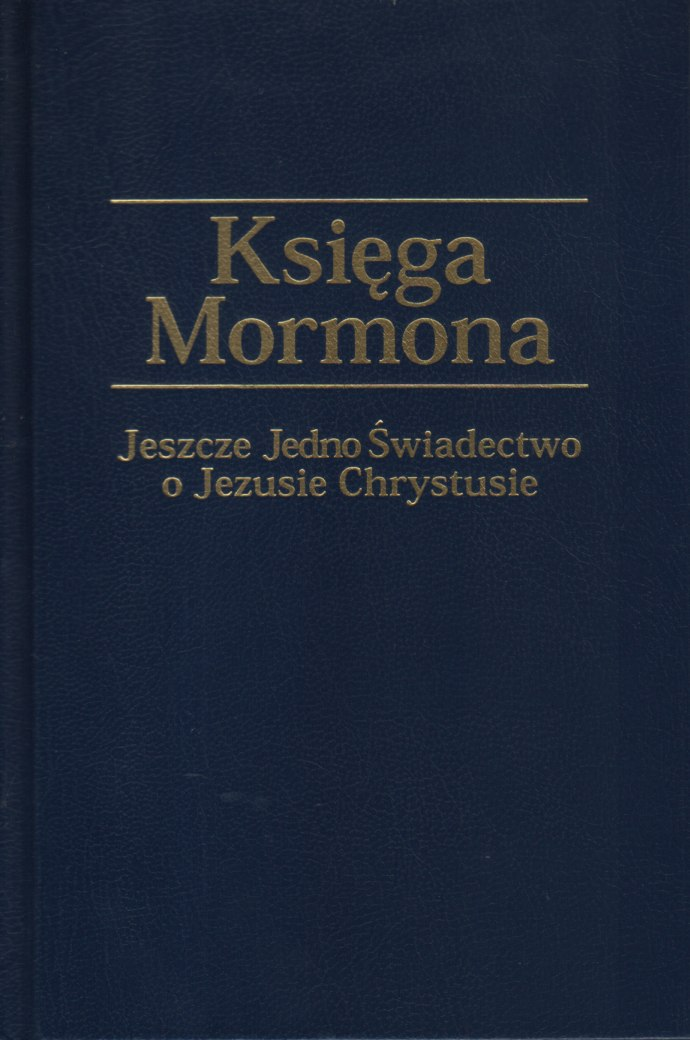
Księga Mormona, jedno z mormońskich pism świętych i jednocześnie źródło przekazu o dwunastu nefickich uczniach

Dwunastu nefickich uczniów – w wierzeniach ruchu świętych w dniach ostatnich (mormonów) dwunastu uczniów (apostołów) powołanych przez Jezusa Chrystusa podczas jego wizyty na starożytnym kontynencie amerykańskim.
Zgodnie z zapisem na kartach wchodzącej w skład Księgi Mormona 3. Księgi Nefiego mieli oni zostać wybrani, by przewodniczyć Kościołowi oraz zarządzać jego działalnością w tak zwanym nowym świecie. Ich powołanie miało zostać przewidziane przez pojawiających się w Księdze Mormona proroków około 600 lat wcześniej. Od przybyłego do ziemi Obfitość Chrystusa otrzymali upoważnienie do udzielania chrztu, jak również nakaz świadczenia posługi swojemu ludowi. Mieli głosić Ewangelię, świadczyć o Chrystusie i rozdawać sakramentalny chleb i wino. Otrzymali także moc nadawania Ducha Świętego.
W samym tekście źródłowym określani są jedynie jako uczniowie, nie zaś jako apostołowie. Jest niemniej zasadniczo jasne, że funkcjonowali jako apostołowie, zwłaszcza jako apostołowie posłani do Nefitów. Ich status doktrynalny jest taki sam jak ten przyznawany Josephowi Smithowi oraz Oliverowi Cowdery’emu w okresie nazywanym dyspensacją pełni czasów.
Księga Mormona przekazuje niewiele informacji na temat poszczególnych mężczyzn wchodzących w skład grona nefickich dwunastu, może z wyjątkiem Nefiego. Wers czwarty dziewiętnastego rozdziału 3. Księgi Nefiego wymienia przy tym ich imiona. Dziewięciu uczniów przynależnych do tej grupy miało przyjść do Chrystusa oraz znaleźć wytchnienie w jego królestwie po śmierci. Pozostali mieli zostać przemienieni, otrzymując właściwości w miejsce dotychczasowych telestialnych. Mają też pozostawać na ziemi aż do czasu ponownego przyjścia Chrystusa.
Neficcy uczniowie znaleźli swoje miejsce w mormońskiej kulturze. Pojawili się w czwartym sezonie wyprodukowanej z inicjatywy Kościoła serii Book of Mormon Videos. Przedstawieni zostali chociażby też w Scripture Stories Coloring Book: Book of Mormon, kolorowance dla dzieci wydanej przez Kościół. Noszone przez nich imiona pojawiały się w mormońskiej historii, także w rodzinach przywódców wspólnoty. Na pamiątkę jednego z uczniów zostali nazwani kolejno Mathoni Wood Pratt, najmłodszy syn Parleya P. Pratta, oraz Mathoni Pratt, jego zmarły w 2013 krewniak. W ten sam sposób neficcy uczniowie doczekali się upamiętnienia wśród wyznających mormonizm Maorysów.

## Lista dwunastu nefickich uczniów
| Imię      | Sigla | Deseret    | Dodatkowe informacje                                                                                                | Źródła                                           |
| --------- | --- | ---------- | --- | ------------------------------------------------ |
| Nefi      | 3 Ne 1:2, 3, 10, 15, 23; 3 Ne 2:9, 17; 3 Ne 5:9, 10; 3 Ne 7:15, 23, 25; 3 Ne 11:18, 19; 3 Ne 12:1; 3 Ne 19:4, 11; 3 Ne 23:7, 8, 12 | 𐐤𐐀𐐙𐐌, 𐐤𐐁𐐙𐐌 | Syn Nefiego, brat Tymoteusza. Pełnił funkcję odpowiadającą dzisiejszemu przewodniczącemu Kworum Dwunastu Apostołów. | [ 31 ] [ 32 ] [ 33 ] [ 34 ] [ 35 ] [ 36 ] [ 37 ] |
| Tymoteusz | 3 Ne 19:4 | 𐐓𐐆𐐣𐐄𐐛𐐆     | Syn Nefiego, brat Nefiego, powyższego ucznia.                                                                       | [ 38 ] [ 39 ] [ 40 ] [ 41 ]                      |
| Jonasz    | 3 Ne 19:4 | 𐐖𐐄𐐤𐐊𐐝      | Syn Nefiego, bratanek Tymoteusza.                                                                                   | [ 42 ] [ 43 ] [ 44 ] [ 45 ] [ 46 ]               |
| Jonasz    | 3 Ne 19:4 | 𐐖𐐄𐐤𐐊𐐝      | Drugi z uczniów noszących to imię.                                                                                  | [ 45 ] [ 47 ]                                    |
| Matoni    | 3 Ne 19:4 | 𐐣𐐈𐐛𐐄𐐤𐐌     | Brat Matonihaha. | [ 48 ] [ 49 ] [ 50 ] [ 51 ] [ 52 ]               |
| Matonihah | 3 Ne 19:4 | 𐐣𐐈𐐛𐐄𐐤𐐌𐐐𐐂   | Brat Matoniego. | [ 53 ] [ 52 ]                                    |
| Kumen     | 3 Ne 19:4 | 𐐗𐐆𐐅𐐣𐐇𐐤     | | [ 54 ] [ 55 ] [ 56 ]                             |
| Kumenonhi | 3 Ne 19:4 | 𐐣𐐈𐐛𐐄𐐤𐐌     | | [ 57 ] [ 58 ] [ 56 ]                             |
| Jeremiasz | 3 Ne 19:4 | 𐐖𐐇𐐡𐐀𐐣𐐌𐐂    | | [ 59 ] [ 60 ] [ 61 ] [ 62 ]                      |
| Szemnon   | 3 Ne 19:4 | 𐐟𐐇𐐣𐐤𐐊𐐤     | | [ 63 ] [ 64 ]                                    |
| Sedekiasz | 3 Ne 19:4 | 𐐞𐐇𐐔𐐀𐐗𐐌𐐂    | | [ 65 ] [ 66 ] [ 67 ]                             |
| Izajasz   | 3 Ne 19:4 | 𐐌𐐞𐐁𐐏𐐂      | | [ 68 ] [ 69 ]                                    |